# Giao Yến
Giao Yến là một xã thuộc huyện Giao Thủy, tỉnh Nam Định, Việt Nam.
Xã Giao Yến có diện tích 6,46 km², dân số năm 1999 là 7945 người, mật độ dân số đạt 1230 người/km². Đây là địa phương có dự án Đường cao tốc Ninh Bình – Hải Phòng đi qua.